# Коваль, Андрей Анатольевич
Андре́й Анато́льевич Ко́валь (укр. Андрій Анатолійович Коваль; 6 декабря 1983, Белая Церковь, Киевская область, Украинская ССР, СССР) — украинский футболист, нападающий.

## Биография
Выступал за команды: «Рось», «Арсенал» (Харьков), «Гелиос», «Харьков». В январе 2006 года перешёл в харьковский «Металлист». Выступал в основном за молодёжный состав, в чемпионате Украины за «Металлист» Коваль не сыграл. В марте 2009 года был отдан в аренду на полгода в харьковский «Гелиос».
Летом 2009 года перешёл в «Закарпатье». В новой команде дебютировал 17 июля 2009 года в матче «Мариуполь» — «Закарпатье» (1:0).
Игровую карьеру завершил в 2011 году.